# تعطیلی شیطان
تعطیلیِ شیطان (انگلیسی: The Devil's Holiday) فیلمی در ژانر درام و رمانتیک به کارگردانی ادموند گولدینگ است که در سال ۱۹۳۰ منتشر شد.

## بازیگران
- نانسی کرول
- فیلیپس هولمز
- هوبرت باسورث
- ند اسپارکس
- پل لوکاس
- مورتون دونی
- گای الیور
- زیسو پیتس
- لورا لاوارنی